# Pepijn I van Aquitanië

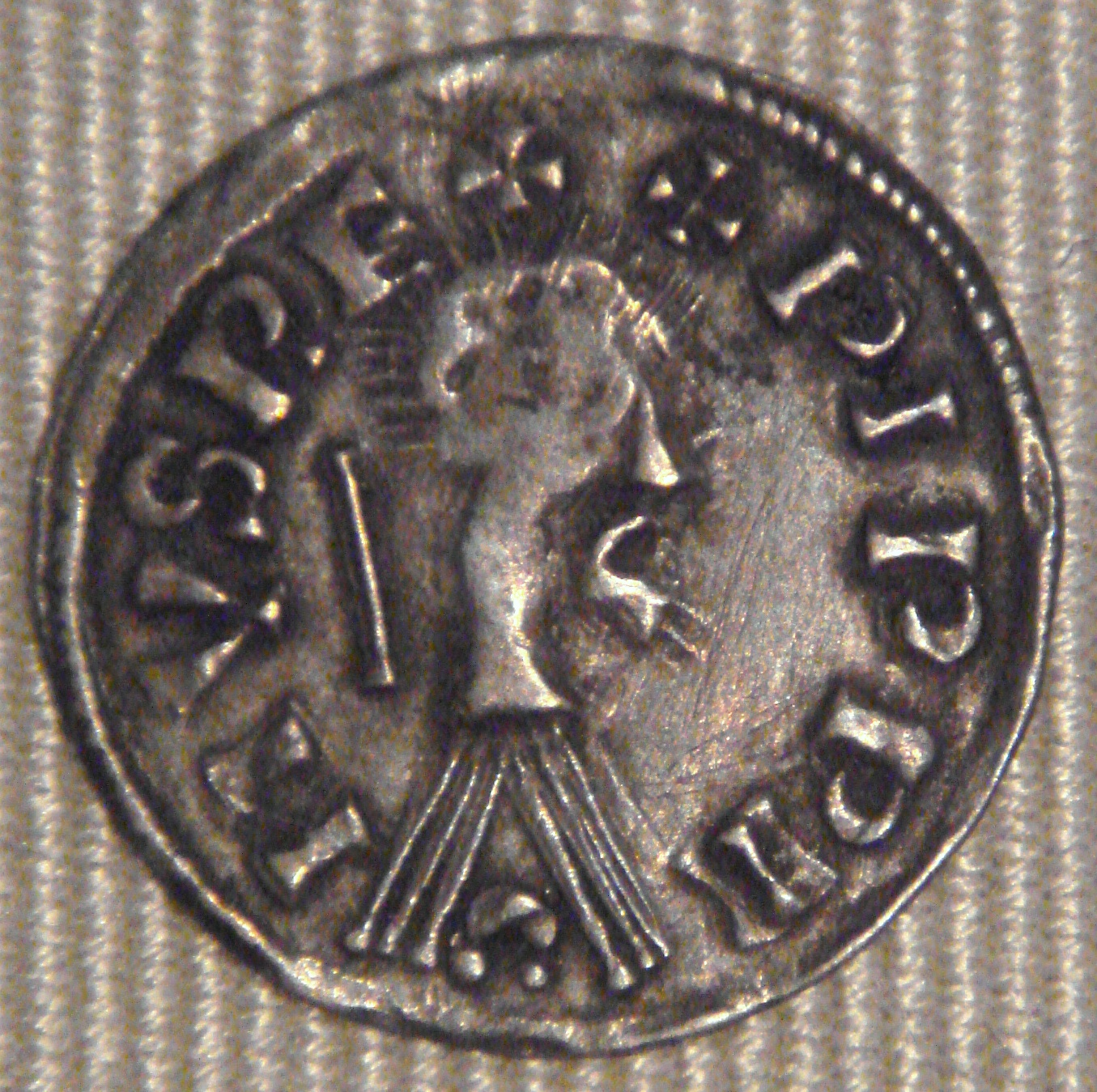
Munt van Pepijn I

Pepijn I (797 – 13 november of volgens andere bronnen 13 december 838), was koning van Aquitanië van 817 tot 838.
Hij moet niet worden verward met Pepijn van Italië (773-810), een oudere broer van zijn vader.

## Leven
Pepijn was de tweede zoon van Lodewijk de Vrome uit diens huwelijk met Ermengarde van Haspengouw.
In augustus 814 kreeg hij van zijn vader het rijksdeel Aquitanië toegewezen, dat hij als een politiek enigszins zelfstandig gebied wist te bewaren. Dit kwam vooral tot uitdrukking bij de kroning van zijn zoon Pepijn II.
In 822 huwde hij Ringart (Hringard) of Ingeltrude, dochter van graaf Teudbert van Madrie, bij wie hij twee zonen had : Pepijn II, die hem in Aquitanië opvolgde, en Karel (waarschijnlijk 825/830-4 juni 863), die op 8 maart 856 aartsbisschop van Mainz werd.
Pepijn legde de woorden van zijn raadsman Berengar van Toulouse naast zich neer en stond in 830 samen met zijn oudste broer Lothar en met de steun van Bernhard van Septimanië tegen zijn vader Lodewijk de Vrome op. Deze versloeg hem in 832 bij Limoges en verbande hem naar Trier. Pepijn wist evenwel te ontsnappen en sloot zich aan bij een nieuwe opstand van zijn beide broers; deze keer moest Lodewijk in 833 op het Lügenfelt in de Elzas het onderspit delven, waarna zijn drie zonen hem afzetten.
Het machtsstreven van de oudste broer Lothar bracht Pepijn ertoe om van kamp te veranderen; samen met zijn jongere broer Lodewijk de Duitser bracht hij zijn vader op 1 maart 834 weer op de troon. Nauwelijks vijf jaar later overleed hij, men begroef hem in de Heilige Kruiskerk van Poitiers, de hoofdstad van zijn koninkrijk Aquitanië.

## Voorouders
| Voorouders van Pepijn I van Aquitanië | Voorouders van Pepijn I van Aquitanië                             | Voorouders van Pepijn I van Aquitanië                             | Voorouders van Pepijn I van Aquitanië                             | Voorouders van Pepijn I van Aquitanië                             | Voorouders van Pepijn I van Aquitanië                             | Voorouders van Pepijn I van Aquitanië                             | Voorouders van Pepijn I van Aquitanië                             | Voorouders van Pepijn I van Aquitanië                             |
| ------------------------------------- | ----------------------------------------------------------------- | ----------------------------------------------------------------- | ----------------------------------------------------------------- | ----------------------------------------------------------------- | ----------------------------------------------------------------- | ----------------------------------------------------------------- | ----------------------------------------------------------------- | ----------------------------------------------------------------- |
| Overgrootouders                       | Pepijn de Korte (714-768) ∞ Bertrada van Laon (725-783)           | Pepijn de Korte (714-768) ∞ Bertrada van Laon (725-783)           | Gerold van Vintzgouw (740-799) ∞ Imma (-)                         | Gerold van Vintzgouw (740-799) ∞ Imma (-)                         | ? (–) ∞ 1 ? (-)                                                   | ? (–) ∞ 1 ? (-)                                                   | ? (–) ∞ 1 ? (-)                                                   | ? (–) ∞ 1 ? (-)                                                   |
| Grootouders                           | Karel de Grote (747-814) ∞ Hildegard (758-783)                    | Karel de Grote (747-814) ∞ Hildegard (758-783)                    | Karel de Grote (747-814) ∞ Hildegard (758-783)                    | Karel de Grote (747-814) ∞ Hildegard (758-783)                    | Ingram van de Haspengouw (744-) ∞ Rotrud (-)                      | Ingram van de Haspengouw (744-) ∞ Rotrud (-)                      | Ingram van de Haspengouw (744-) ∞ Rotrud (-)                      | Ingram van de Haspengouw (744-) ∞ Rotrud (-)                      |
| Ouders                                | Lodewijk de Vrome (778-840) ∞ Ermengarde van Haspengouw (778-818) | Lodewijk de Vrome (778-840) ∞ Ermengarde van Haspengouw (778-818) | Lodewijk de Vrome (778-840) ∞ Ermengarde van Haspengouw (778-818) | Lodewijk de Vrome (778-840) ∞ Ermengarde van Haspengouw (778-818) | Lodewijk de Vrome (778-840) ∞ Ermengarde van Haspengouw (778-818) | Lodewijk de Vrome (778-840) ∞ Ermengarde van Haspengouw (778-818) | Lodewijk de Vrome (778-840) ∞ Ermengarde van Haspengouw (778-818) | Lodewijk de Vrome (778-840) ∞ Ermengarde van Haspengouw (778-818) |
| Pepijn I van Aquitanië (797-838)      |                                                                   |                                                                   |                                                                   |                                                                   |                                                                   |                                                                   |                                                                   |                                                                   |